# Staré zvony z farního kostela v Łubowicích
Stare dzwony z kościoła parafialnego w Łubowicach, německy Die alten Glocken der Pfarrkirche Lubowitz a česky Staré zvony z farního kostela v Łubowicích, jsou dva vyřazené zvony z místního farního kostela kościół parafialny pw. Narodzenia Maryi Panny ve vesnici Łubowice ve gmině Rudnik v okrese Ratiboř v jižním v Polsku.
Geograficky se také nacházejí v Opavské pahorkatině ve Slezském vojvodství a Horním Slezsku.

## Další informace
Kostelní zvony byly odlity v 70. letech 20. století. Kvůli vadné technologii odlévání se na nich objevily asi po 22 letech provozu nežádoucí trhliny. Nyní se nacházejí na místním zaniklém farním hřbitově Stary Cmentarz Parafialny w Łubowicach. Na zvonech jsou polské nápisy. Místo je celoročně volně přístupné, stalo se atrakcí místního slezského obyvatelstva (mluvícího také polsky a německy), a vede kolem něj turistická trasa Szlak Młodości Eichendorffa. U zvonů je také umístěna informační tabule v polském a německém jazyce.